# Мішкино (Учалинський район)
Мі́шкино (рос. Мишкино, башк. Мишкә) — присілок у складі Учалинського району Башкортостану, Росія.
Населення — 86 осіб (2010; 100 в 2002).
Національний склад:
- башкири — 99%